# 卡萨尔杜尼
41°15′37″N 14°41′38″E / 41.26028970000001°N 14.6937674°E
卡萨尔杜尼（義大利語：Casalduni），是意大利贝内文托省的一个市镇。总面积23.2平方公里，人口1493人，人口密度64.4人/平方公里（2009年）。ISTAT代码为062015。